# 藤永幸治
藤永 幸治（ふじなが ゆきはる、1930年7月11日 - 2001年5月5日）は京都府出身の検察官。

## 来歴
1945年8月15日の敗戦を大阪陸軍幼年学校で過ごし、1946年旧制京都府立桃山中学校に復学。旧制第三高等学校を経て、1953年京都大学法学部卒業。司法修習8期を経て、東京地方検察庁検事に任官。海外のロースクールへ留学。東京地方検察庁特別捜査部長、最高検察庁刑事部長、次長検事、東京高等検察庁検事長などを歴任。退官後帝京大学法学部教授。
2001年5月5日、急性多臓器不全のため死去。71歳没。叙正三位、叙勲一等授瑞宝章。
1990年代後半の司法試験制度について、あまりにも単純に法律知識に偏り過ぎており、経済や歴史、文学、一般社会を幅広く知る人間を司法界は求めるべきだとの考えを持っていた。

## 主な担当事件
- 芸大事件